# قارچ خون‌بند
قارچ خون‌بند (نام علمی: Panellus stipticus) نام یک گونه از خانواده قارچ‌های کرکی‌لبه است.
در پزشکی سنتی چین از این قارچ برای بستن راه خونریزی بهره می‌گرفتند.